# 戈蘭·波波夫
戈蘭·波波夫（1984年10月2日—）是一位馬其頓足球運動員。在場上的位置是後衛守門員。他現在效力於馬其頓足球甲級聯賽球隊瓦爾達足球俱樂部。他也代表馬其頓國家足球隊參賽。